# Phragmataecia furia
Phragmataecia furia is een vlinder uit de familie van de houtboorders (Cossidae). De wetenschappelijke naam van de soort werd voor het eerst geldig gepubliceerd in 1890 door Grum-Grshimailo.